# Kolonnawa
Kolonnawa är en ort i Sri Lanka.   Den ligger i provinsen Västprovinsen, i den sydvästra delen av landet, i huvudstaden Colombo. Kolonnawa ligger 20 meter över havet och antalet invånare är 58 076.
Terrängen runt Kolonnawa är mycket platt. Havet är nära Kolonnawa åt nordväst. Runt Kolonnawa är det mycket tätbefolkat, med 3 494 invånare per kvadratkilometer. Närmaste större samhälle är Colombo, 4,1 km väster om Kolonnawa. Runt Kolonnawa är det i huvudsak tätbebyggt.